# Женевські конвенції (вексельні та чекові)
ЖЕНЕВСЬКІ КОНВЕНЦІЇ (вексельні та чекові) — багатосторонні міжнародні угоди, котрі регламентують порядок застосування та обігу векселів і чеків. Укладені на міжнародних конференціях, що проходили в м. Женева (Швейцарія) у 1930 і 1931 рр. Основною метою Женевських конвенцій була уніфікація вексельного та чекового законодавства, запобігання та усунення колізій вексельних законів, що прийняті у різних країнах.
На женевській конференції 1930 року було прийнято три вексельні конвенції: Конвенцію № 358, якою встановлювався Уніфікований закон про переказні векселі і прості векселі (УВЗ), Конвенція № 359 про врегулювання колізій законів про переказні та прості векселі, а також Конвенція № 360 про закони про гербовий збір стосовно переказних та простих векселів. Двадцять п'ять країн-учасниць конференції зобов'язались привести національне вексельне законодавство у відповідність з Женевськими конвенціями. Разом з тим, допускалась можливість включення у національне законодавство певних застережень.
Відповідно до Женевських конвенцій у різні роки привели своє законодавство більшість країн-учасниць конференцій, а також ціла низка інших країн. Ці країни (Алжир, Аргентина, Афганістан, Болгарія, Бенін, Буркіна-Фасо, Бурунді, Ватикан, Габон, Гаїті, Гвінея, Заїр, Індонезія, Йорданія, Ірак, Ісландія, Камбоджа, Камерун, Конго, Коста-Рика, Кот д'Івуар, Кувейт, Лаос, Ліван, Мавританія, Мадагаскар, Малі, Марокко, Нігер, Нідерландські Антильські Острови, Парагвай, Перу, Руанда, Румунія, Саудівська Аравія, Сенегал, Сирія, Словаччина, Суринам, Того, Туніс, Туреччина, Центрально-Африканська Республіка, Чехія, Ефіопія, Югославія, Південна Корея) формують т.з. женевську систему вексельного права. У листопаді 1936 р. до Женевських конвенцій приєднався і Радянський Союз. Текст діючого в СРСР Положення про переказний і простий вексель, затвердженого у серпні 1937 р., практично дослівно збігався з УВЗ.
Женевські конвенції відіграли значну роль у розширенні вексельного обігу. Однак повністю уніфікувати вексельне законодавство не вдалось і досі. Деякі країни лише частково використали в національному законодавстві положення УВЗ. Низка країн, насамперед, Велика Британія та США, взагалі не приєднались до УВЗ (Велика Британія підписала і ратифікувала лише Конвенцію № 360); їх національне вексельне законодавство базується на основі британського закону про векселі 1882 р.
У 1930 була ратифікована Конвенція про врегулювання деяких колізій законів про переказні векселі та прості векселі, до якої приєдналась Україна
У 1931 р. на міжнародній конференції у Женеві була підписана Конвенція, котрою встановлювався Уніфікований закон про чеки;
29.11.1933 набрала чинності Конвенція про закони про гербовий збір стосовно чеків.
СРСР не приєднався до Женевських конвенцій у сфері обігу чеків. В Україні порядок обігу чеків регламентується внутрішніми законодавчими та нормативними актами.